# Наканісі Юко
Наканісі Юко (24 квітня 1981) — японська плавчиня.
Призерка Олімпійських Ігор 2004 року, учасниця 2000, 2008 років.
Призерка Чемпіонату світу з водних видів спорту 2003, 2005, 2006 років.